# Bitka pri Jarnacu
Bitka pri Jarnacu (francosko bataille de Jarnac) 13. marca 1569 je bila ena od bitk med katoliki in protestanti v francoskih verskih vojnah. 
V bitki pri Jarnacu je katoliškim silam poveljeval maršal Gaspard de Saulx, gospod Tavaneški, hugenotskim pa Ludvik I. Bourbonski, princ Condéjski. Vojski sta se spopadli pred Jarnacom med desnim bregom reke Charente in glavno cesto med  Angoulêmeom in Cognacom. Huguenoti si bili v bitki poraženi, Condé pa je bil po vdaji ubit. Mrtvega princa so zatem na oslu razkazovali po Jarnacu.

## Predigra
Leta 1568 sta hugenotska in kraljeva vojska krožili okoli Louduna in iskali primero mesto za napad na drugo. Poskuse je preprečilo slabo vreme. Kraljeva vojska se je nameravala utaboriti pri Chinonu, medtem ko so hugenotske sile poskušale zavzeti Saumur, a jim to ni uspelo. Ko je Gaspard de Tavannes izvedel, da se nameravajo hugenotske sile prebiti proti jugu proti Cognacu, je v noči na 12. marec s 27.000 možmi nepričakovano napadel zaledje hugenotske vojske.

## Bitka
Protestanti so svojo obrambno črto postavili v Charenteju. Vojvodi Anžujskemu je 10. marca uspelo osvojiti Châteauneuf na južnem bregu reke. Kraljevi vohuni so po Guiseovem ukazu dosegli Jarnac pol dneva hoda zahodno na severnem bregu reke, protestantska predstraža pa je dosegla Cognac, še pol dneva hoda zahodno na južnem bregu. Potem ko so se odkrili, so hugenoti zasedli Jarnac, kraljevi vojaki pa so se umaknili na levi breg.
Ponoči na 13. marec je vojvoda Anžujski ukazal okrepiti obrambo mostu pri Châteauneufu in prečkati na desni breg reke. Presenečeni Coligny se je tri ure trudil zbrati svojo razpršeno vojsko. Kraljevi vojaki so zavzeli Bassac na desnem bregu na pol poti med Châteauneufom in Jarnacom. Coligny je svojemu sinu Andelotu dovolil, da ga ponovno zavzame, in bil nato prisiljen s tisoč arkebuzirji umakniti se v Triac. Coligny je v boj poslal Condéja in njegovo konjenico. Ukaz je nato preklical, vendar preklic ni prišel do naslovnika. Condéja s tristo konjeniki je z boka napadlo 800 ulanov in ga kmalu obkolilo. Njegove čete so bile zdesetkane, on sam pa je bil ujet. Condéja je po predaji s strelom v vrat ubil Joseph-François de Montesquiou, stotnik garde vojvode Anžujskega.

## Posledice
Pod poveljstvom Gasparda de Colignyja je glavnini hugenotske vojske uspelo pobegniti in se pri Cognacu in Saintesu pregrupirati.  Vojska je med čakanjem okrepitev nemških zaveznikov prisegla zvestobo Henriku Navarrskemu in Ludvikovemu sinu Henriku Condéju. 
Kraljeva vojska je zasledovala hugenote samo do Cognaca, saj ni imela težkega orožja, potrebnega za osvojitev mesta. Zasledovanje je prekinila in namesto tega oblegala Mussidan in Aubeterre-sur-Dronne.
25. junija sta se vojski ponovno spopadli v bitki pri La Roche-l'Abeille, v kateri je zmagal Coligny. Dokončno prevlado je katolikom zagotovila zmaga v bitki pri Moncontourju oktobra istega leta.